# Indijski jagodnjak
Indijski jagodnjak (znanstveno ime Duchesnea indica ali Potentilla indica) je okrasna rastlina, ki na prvi pogled spominja na jagode.

## Opis
Indijski jagodnjak je do 10 cm visoka rastlina, katere listi in plodovi so podobni pravim jagodnjakom, od katerih pa se takoj loči po rumenih cvetovih. Mesnati birni plod je živordeče barve, okrogel, običajno nekoliko sploščen in v notranjosti bel. Značilno zanj je, da ni kimast, kot pri naših jagodnjakih, ampak pokončno rastoč. Plod ni sladek in ima pust okus, vendar ni strupen.
Domovina Indijskega jagodnjaka je vzhodna in jugovzhodna Azija, kasneje pa jo je človek raznesel po celem svetu kot okrasno rastlino. Ponekod je postala invazivna.